# シュラート
シュラート (ドイツ語: Schlat) は、ドイツ連邦共和国バーデン＝ヴュルテンベルク州シュトゥットガルト行政管区のゲッピンゲン郡に属す町村（以下、本項では便宜上「町」と記述する）である。この町はレギオン・シュトゥットガルト（シュトゥットガルト地方、1992年まではネッカー川中流地域）およびシュトゥットガルト欧州大都市圏辺縁部に含まれる。

## 地理

### 位置
シュラートは、ゲッピンゲンの南東、直線距離で約 7 km のシュトゥットガルト大都市圏辺縁部に位置している。町域は、東のフレンケル（海抜 680.6 m）、南のヴァッサーベルク（海抜 751 m）、南西のフックスエック（海抜 761 m）に囲まれた斜面であるアルプトラウフの、フィルス川支流ヴァイラーバッハ川の段丘にある。ヴァイラーバッハ川は海抜 372 m の地点からこの町を離れる。町の最高地点はフックスエックの山頂よりやや下にあたる尾根の湾曲部で、海抜約 761 m である。町境はヴァッサーベルクの山頂のやや下を通っている。

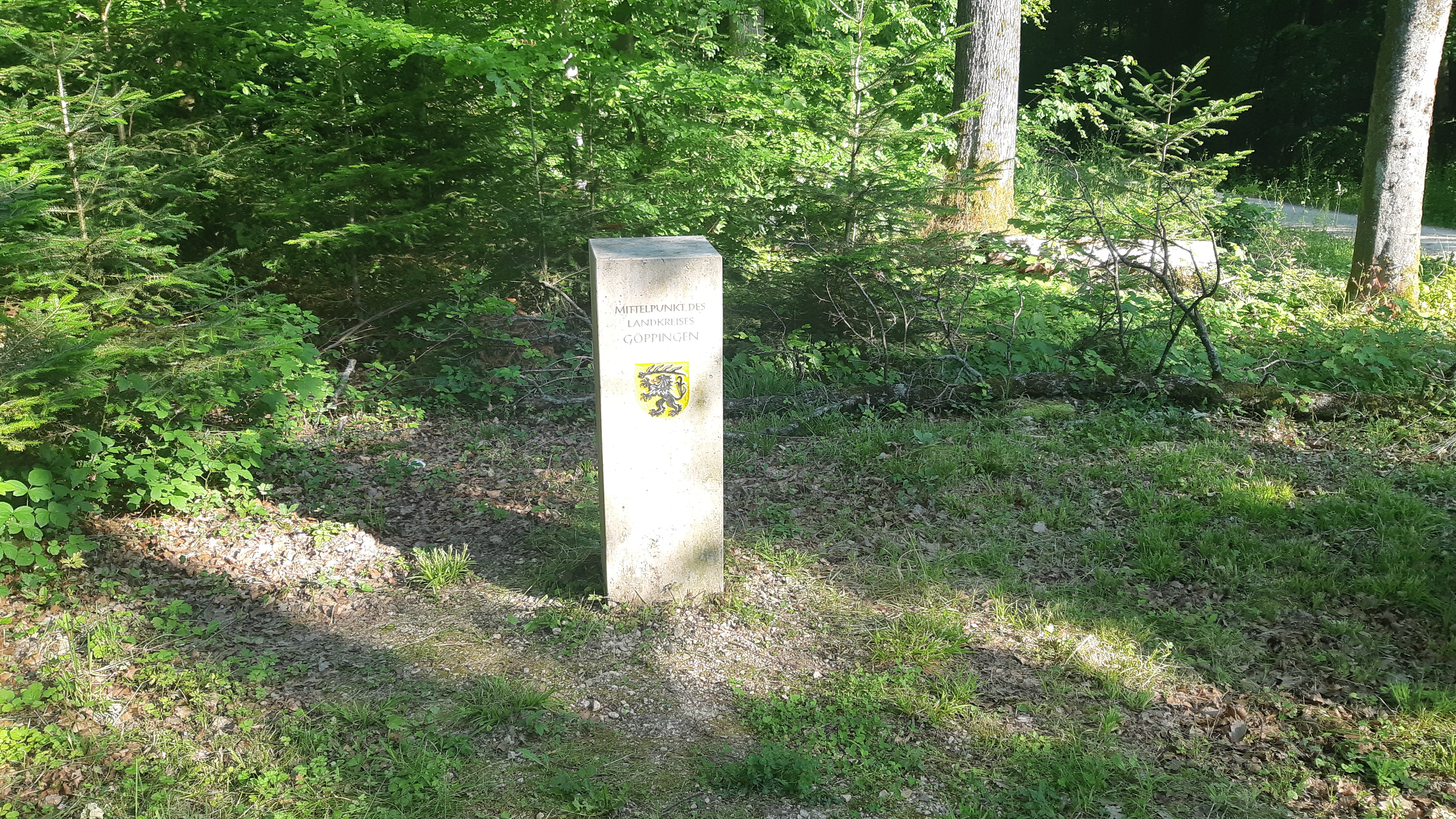
ゲッピンゲン郡の中心点を示す石標

ゲッピンゲン郡の中心点がシュラートの森の、アン・デア・アイヘ駐車場の近くにある。

### 隣接する市町村
シュラートは、北から時計回りに、ゲッピンゲン、ジューセン、バート・ユーバーキンゲン、デッギンゲン、バート・ディッツェンバッハ、ハイニンゲン、エッシェンバッハと境を接している。いずれの市町村もこの町と同じゲッピンゲン郡に属している。

### 自治体の構成
自治体シュラートには、シュラート地区、ロンメルタール小集落、ウルゼンヴァング小集落、フックスエックホーフ農場、廃止された地区のツィレンハルト（ツィレンハルト城）とドレンキルヒレ集落が属している。

### 土地利用
| 用途                 | 面積 (ha) | 占有率 (%) |
| -------------------- | --------- | ---------- |
| 住宅地               | 34        | 3.5        |
| 商工業地             | 7         | 0.7        |
| レクリエーション用地 | 3         | 0.3        |
| その他市街地         | 16        | 1.7        |
| 交通用地             | 39        | 4.0        |
| 農業用地             | 543       | 56.1       |
| 森林                 | 313       | 32.3       |
| 水域                 | 3         | 0.3        |
| その他               | 10        | 1.0        |
| 合計                 | 968       | 100        |

2022年現在の州統計局のデータに基づく。

### 自然保護地区

#### 自然文化財
シュラート町内には自然文化財地区が1箇所と個別自然文化財が3件ある。

#### 欧州鳥類保護区
- ミットレーレ・シュヴェービシェ・アルプ欧州鳥類保護区（保護区記号 DE-7433-441）の 290.68 ha がシュラート町内にある。この鳥類保護区は2007年に指定された。
- フォアラント・デア・ミットレーレン・シュヴェービシェ・アルプ押収量類保護区（保護区記号 DE-7323-441）の 270.45 ha（全体の 1.59 %）がシュラート町内にある。この鳥類保護区は2007年に指定された。

#### FFH-地区
FFH-地区フィルスアルプは、164.87 ha（全体の 3 %）がシュラート町内にある。この自然保護区は2019年1月11日に発効した。

## 歴史

### 古代から中世
周辺の墳墓から、鉄器時代に定住が始まったと推定される。町内にはメロヴィング時代の墓地があり、そこからハンガリー製の鐙の破片も出土している。文献上、シュラートは1139年に初めて記録されている。当時この地はシュヴァーベン公領であった。
中世後期には多くの領主がこの地を分割して所有していた。アーデルベルク修道院がその2/3にあたる地域を獲得し、残る1/3をリーベンシュタイン家が領した。

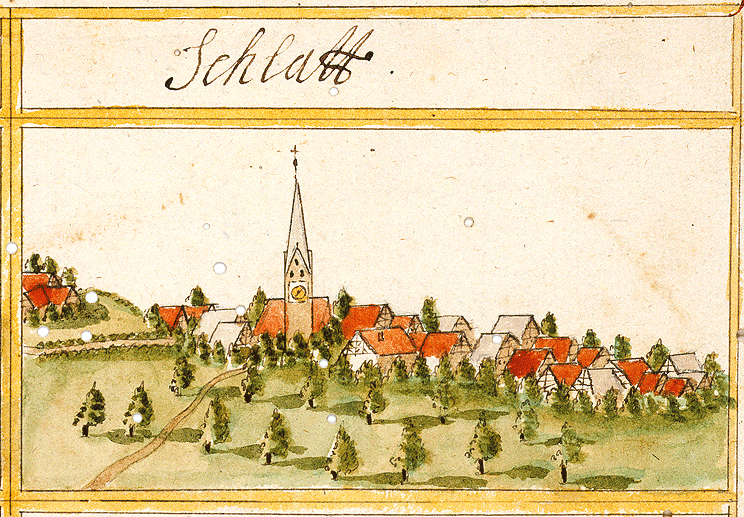
1683年にアンドレアス・キーザーの森林簿に描かれたシュラート

### 近世から現代
宗教改革によって、福音主義に改宗されたアーデルベルク修道院の所領は、ヴュルテンベルク公の所有となった。シュラートの該当部分もヴュルテンベルク領のクロスターアムト・アーデルベルクの管理下に編入された。三十年戦争の間、ヴュルテンベルク支配地域全域がそうであったように、この町はプロテスタント側が敗北したネルトリンゲンの戦いによって壊滅的な結果に苦しんだ。苛烈な略奪と破壊に飢餓と疫病が拍車をかけた。シュラートでは1635年に約400人がこれらの犠牲となった。
ヴュルテンベルクは、シュラートのリーベンシュタイン家所有部分を1789年に獲得し、アムト・ゲッピンゲンに編入した。1806年に建国されたヴュルテンベルク王国の新しい行政制度で、シュラート全域はオーバーアムト・ゲッピンゲンに属すこととなった。
ナチ時代の1938年に行われたヴュルテンベルクの行政改革によってシュラートはオーバーアムトから再編されたゲッピンゲン郡に所属することとなり、これ以後現在までこの郡に属している。
この町は、1945年から1952年までアメリカ占領地区に創設されたヴュルテンベルク＝バーデン州に属した。この州は1952年にバーデン＝ヴュルテンベルク州に再編された。

## 住民

### 宗教
宗教改革以後、シュラートには福音主義が根付いている。ローマ＝カトリックの信仰も許容されているが、この町にはカトリックの教会組織がなく、1950年代からアンドレアス教会を共同で使用していた。福音主義のエンマウス教会ホルツハイム＝シュラートはヴュルテンベルク州教会のゲッピンゲン教会管区に属し、カトリックはゲッピンゲン＝ウルゼンヴァングの聖霊教会の管轄下にある。この教会はゲッピンゲン＝ガイスリンゲン首席司祭区の司牧会 11「プロフェクティオ 2002」ゲッピンゲン南部＝東部に加わっている。

### 人口推移
出典: 1970年以降のデータは、バーデン＝ヴュルテンベルク州統計局のデータに基づく。
| 時点           | 人口（人） |
| -------------- | ---------- |
| 1837年         | 0761       |
| 1907年         | 0831       |
| 1939年05月17日 | 0809       |
| 1950年09月13日 | 1133       |
| 1970年05月27日 | 1465       |
| 1983年12月31日 | 1589       |
| 1987年05月25日 | 1634       |
| 1991年12月31日 | 1723       |
| 1995年12月31日 | 1699       |
| 2005年12月31日 | 1775       |
| 2010年12月31日 | 1727       |
| 2015年12月31日 | 1682       |
| 2020年12月31日 | 1694       |

## 行政

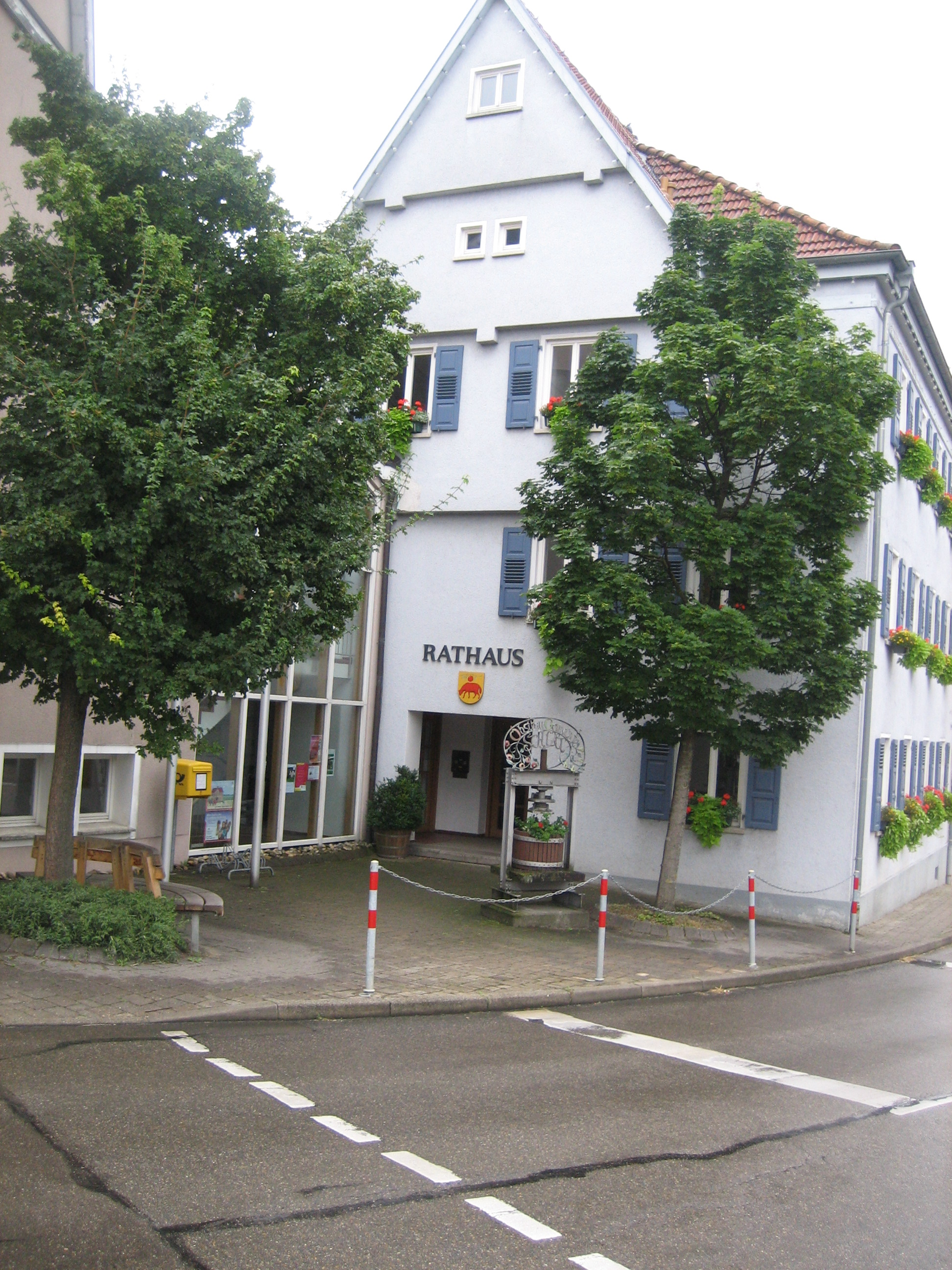
シュラートの町役場

### 議会
シュラートの町議会は10議席からなる。町議会はこれらの選出された名誉職の町議会議員と議長を務める町長で構成される。町長は町議会において投票権を有している。

### 首長
- 1945年 - 1948年: オットー・レッター
- 1948年 - 1982年: ゲオルク・ミュールホイザー
- 1982年 - 2010年: ベルント・ヴェルザー
- 2010年 - 2022年: グドルント・フロガウス
- 2023年以後: カリン・ガンスローザー

### 紋章
図柄: 金地。上部に赤い実をつけた緑のリンゴの枝が右向き（向かって左向き）に描かれ、その下に放牧された赤い羊。
この紋章は、伝統的な産業である果樹栽培と牧畜を表している。この紋章と、赤-黄の町の旗は、1950年6月30日に内務省の認可を得た。

### 行政共同体
シュラートは、ヴェッシェンボイレンおよびヴァンゲンとともにゲッピンゲン市の行政共同体に加わっている。

## 経済と社会資本

### 交通

#### 道路
シュラートは、州道 L1218号線によってゲッピンゲンのウルゼンヴァング市区、マンツェン市区、ホルツハイム市区、さらに海抜 595 m のガイレンブッケル峠を越えてデッギンゲンのライヒェンバッハ・イム・テーレ地区と結ばれている。郡道 K1426号線は隣町のジューセンに通じている。さらに、町道がエッシェンバッハに向かっている。

#### バス
2021年1月に VVS に加盟して以降、シュラートからウルゼンヴァングとホルツハイムを経由してゲッピンゲンに至るバス路線980番（旧3番）が運行している。バス路線984番はシュラートとジューセンおよび反対方向ではウルゼンヴァング、エッシェンバッハ、ハイニンゲンを結んでいる。

#### 鉄道
フォアアルプ鉄道にシュラートという名前の駅があった。しかしこの駅は町から離れており、ゲッピンゲンの市域内にあった。1962年からシュラート駅の近くでウルゼンヴァング集落が建設された。しかし駅は1989年にフォアアルプ鉄道が廃止されるまでシュラートという名称で存続していた。

### 幼稚園と学校
シュラートで唯一の幼稚園には「ゾネンシャイン」（直訳: 陽の光）という名がつけられている。その運営母体は住民団体である。
シュラートには基礎課程学校（1年生から4年生）が1校ある。上級の実科学校は隣町のジューセンにある。それ以外の学校は様々な種類が隣の郡庁所在地ゲッピンゲンにある。

### 消防
シュラートには消防団がある。消防団は現役消防団、シニア分団、ジュニア分団からなる。消防車庫には3台分の消防車駐車場とその他のスペース（更衣室、訓練室、司令室、衛星関連スペース）がある。

### ライフライン

#### 給水
シュラートはヴァッサーベルクの麓の水源から水を得ている。さらに自前の水源の水が不足の場合は、目的連合コルンベルクグループから水を購入する。

#### 排水
シュラートからの排水は、ウーヒンゲン市内にあるゲッピンゲン排水処理場で浄化される。シュラートとウルゼンヴァングとの間に雨水貯蔵地がある。これは短時間で大量に降った雨水を一時的に貯蔵し、ゆっくりと放水するための施設である。

#### ゴミ処理
ゴミ処理は、ゲッピンゲン郡の廃棄物処理業者が行っている。残余廃棄物はゲッピンゲンゴミ熱・発電施設（ゴミを焼却した熱の再利用とそれを活用した発電を行うことができる）で焼却される。

#### 緑地廃棄物処理場
シュラートにはゲッピンゲン郡の緑地廃棄物処理場がある。ここでは樹木、生け垣、低木、落ち葉、草、その他の庭ゴミ、根株、落ちた果実などが回収されている。

#### 近郊ヒーティング網
シュラートには、近郊ヒーティング網が整備されている。これは、公共施設（町役場、消防署、学校、幼稚園）およびシュール通りやエッシェンバッハ-通り沿いの家を暖房するための熱を供給するシステムである。この施設は出力 500 kW で、ウッドチップを利用して稼働している。

### 農業
シュラートでは、伝統的に農業が重要な役割を担っている。この町の農業は、農耕、牧畜、果樹栽培からなっており、過去もそうであった。この町は歴史的に Realteilungsgebiet （所有者が細分化された地域）に属していたため、現在でも農地はそれぞれ小さな土地で構成されている。かつては、ほぼすべての家庭がそれぞれ牛、豚、鶏を小さな農地で飼育していた。1960年代以降、産業構造の変化により営農者の数は減少した。1940年代にはまだ100家族が村のミルク集荷場にミルクを納入していたが、現在では3件の酪農家だけとなった。果樹栽培は重要な役割を担っている。特にアルプラウフの立地条件が良く、よく手入れがなされている土地では、リンゴ、セイヨウナシ、プルーン、サクランボがよく育つ。かつては自家消費と加工が中心であったが、現在は農園の直売所や週の市が中心となっている。さらに町内に果実加工業者が2社あり、一連の小さな火酒の蒸留所がある。
かつてゲッピンゲン市立養樹園が、シュラート町内にあった。

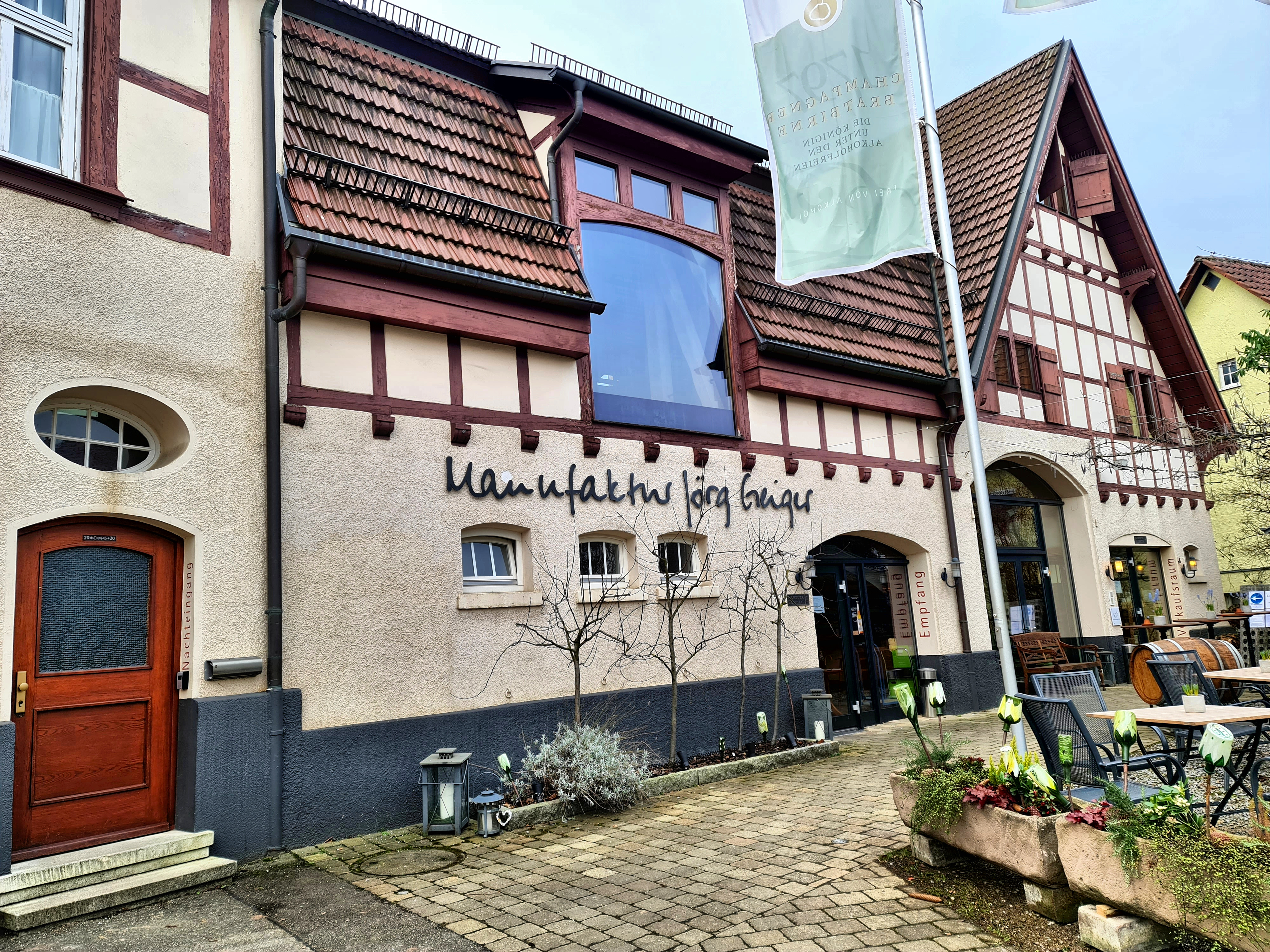
イェルク・ガイガー製造所

### 企業
シュラートには様々な手工業者が立地する産業地区がある。地域を超えて知られているのが、蒸留酒、スパークリングワイン、ノンアルコール飲料「PriSeccos」を製造するガイガー製造所である。シュラートで製造されている、Champagner種のセイヨウナシで作るナシのスパークリングワインを「Champagner」と呼ぶことについて、原産地表示、原産地呼称、その他の地理的名称の保護に関する独仏協定に違反している（訳注: フランスのシャンパーニュ (Champagne) と紛らわしい）として2005年に連邦裁判所で審議がなされた。マンツェン方面の町境を出たところにレノハルト・ヴァイス・グループの大規模なアスファルト混合工場がある。町内には多くの旅館と1軒のペンションがある。

### 遊水池
シュラートには、小さな遊水池がある。これは2002年の洪水後に開発が進められ、2008年に完成した。その目的は、下流の村を洪水から護ることである。この遊水池は「ベルリナー・ブルック」（排水渠のある防護堤防）の高さのシュラーター・バッハ川沿いにある。この遊水池はその後改良/拡張され、排水用の水路が設けられた。

## 文化と見所

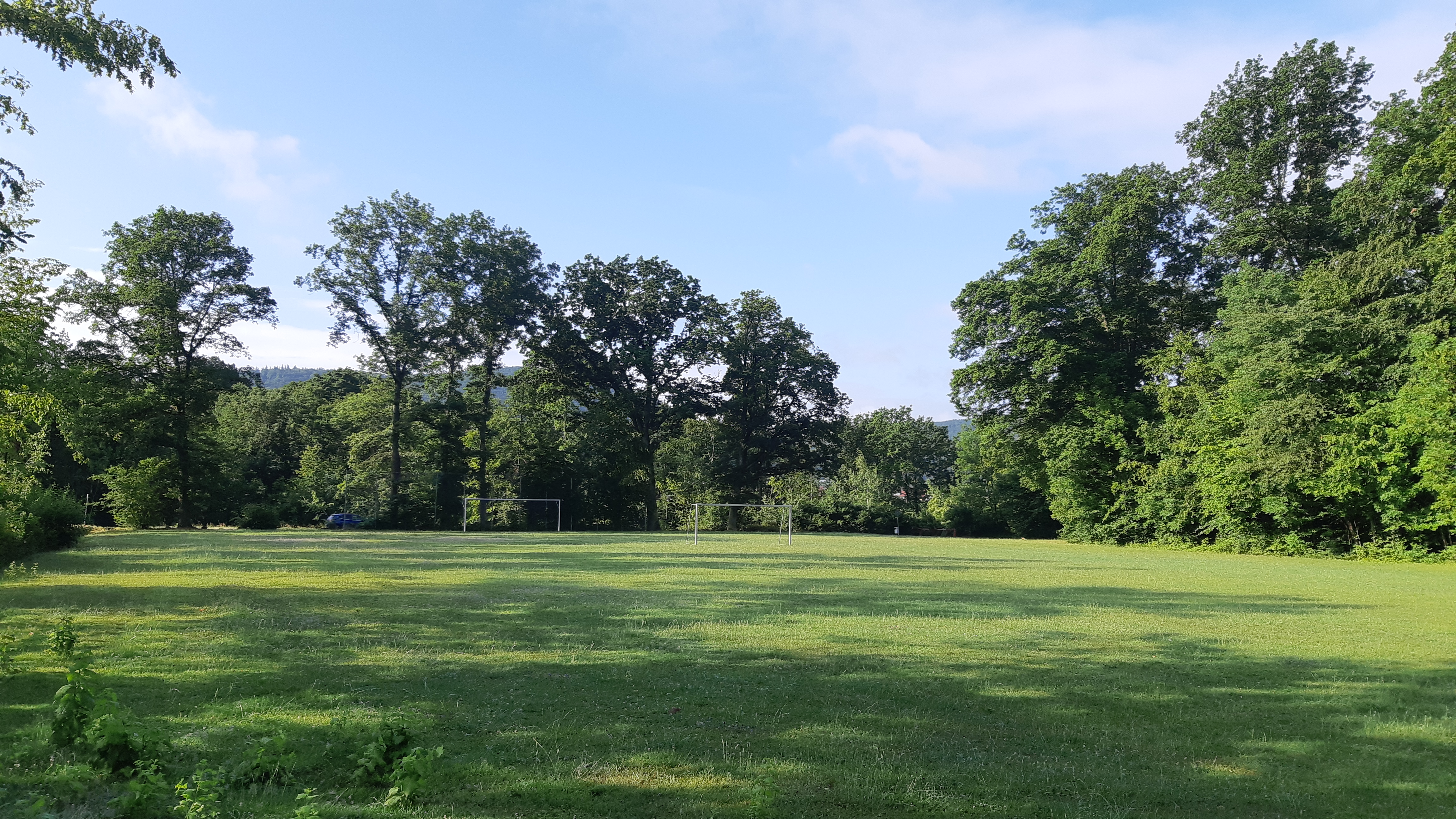
森のスポーツ広場

### レジャー・スポーツ施設
ステージが設けられた比較的小さな体育館、小運動場、森のスポーツ広場（サッカーグランドがある大きな運動場）、3面のテニスコート、射撃場がある。
シュラートの森、アン・デア・アイヘ駐車場の東側に、全長 2.5 km の「ヴァルトアクティーフプファート」（直訳:「森の活動の小径」、アスレチックコース）がある。

### 自転車道、遊歩道
シュラートの町域内を、ドイツで最も人気のある広域遊歩道の1つであるアルプシュタイク（シュヴェービシェ＝アルプ＝ノルトラント＝ヴェークや HW1 とも呼ばれる）が通っている。この遊歩道はドナウヴェルトからアルプトラウフ（尾根）沿いにトゥットリンゲンにまで至る。また、マウンテンバイクやグラヴェルバイクに適した広域自転車道アルプ＝クロッシングも町内を通っている。この自転車道は、6つの区間でアーレンからトゥットリンゲンまでを結んでいる。

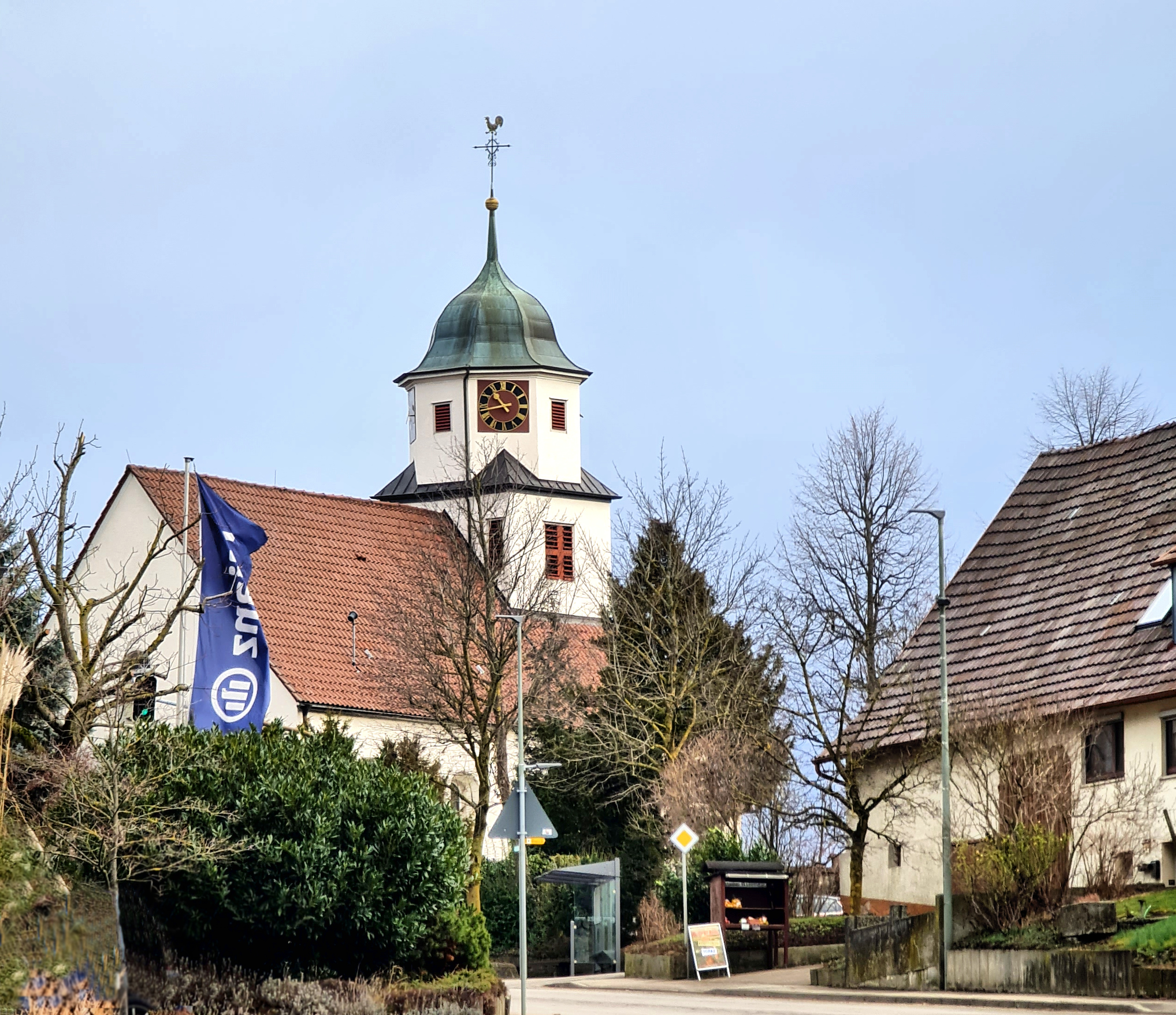
アンドレアス教会

### 建築

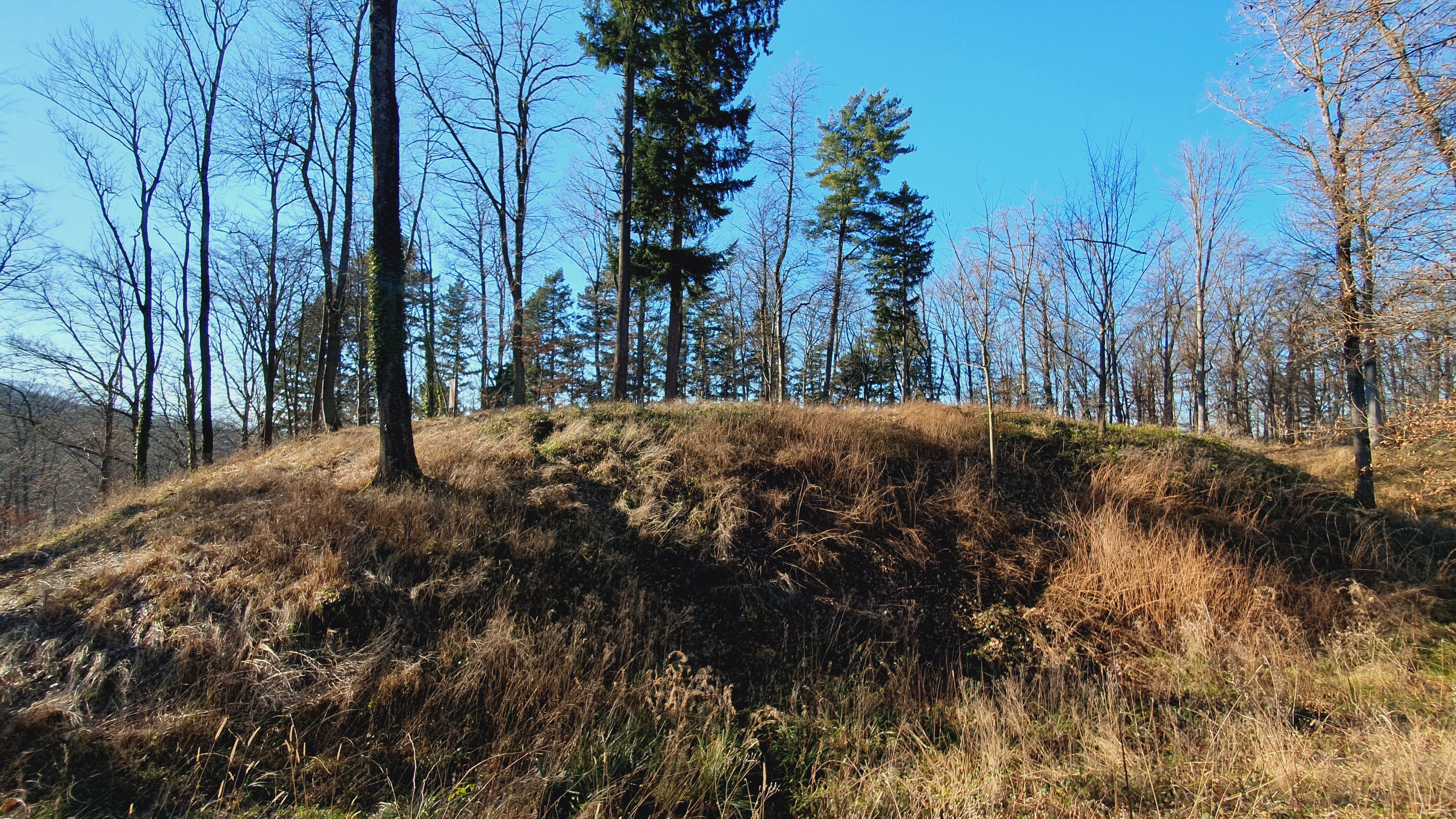
ツィレンハルト城跡

- アンドレアス教会: 1477年、町の中心の一番高い場所に、宗教改革後に福音主義アンドレアス教会となる教会が建設された。この教会は使徒アンドレアスに捧げられている。1584年に内陣を欠いたこの教会は、南説教壇と三面にギャラリーを備えたクヴァールキルヒェ（翼廊が拡張された教会堂の建築形式）に拡張された。1779年に古い塔（ドイツ語版、英語版）の下層部の上に塔が建設された。内外装の最後の改修は2015年に行われた。この教会の特徴はカトリックと福音主義の共同利用にある。
- 1573年建造の旧郵便局。現在は私有物となっている。
- 部分的に保存されている水車[16]。1924年に稼働を停止し、水車と駆動装置は撤去された。
- ファレンシュタル（雄牛の共同飼育小屋）
- パン焼き小屋
- ハルデンベルクの家畜舎は農業管理団体によって建設された。管理団体はシュラートの行政当局からハルデンベルクを賃借し、若い牛や子馬を放牧した。元々2棟あったうち1棟が現存している。もう1棟は基礎壁だけが遺されている。

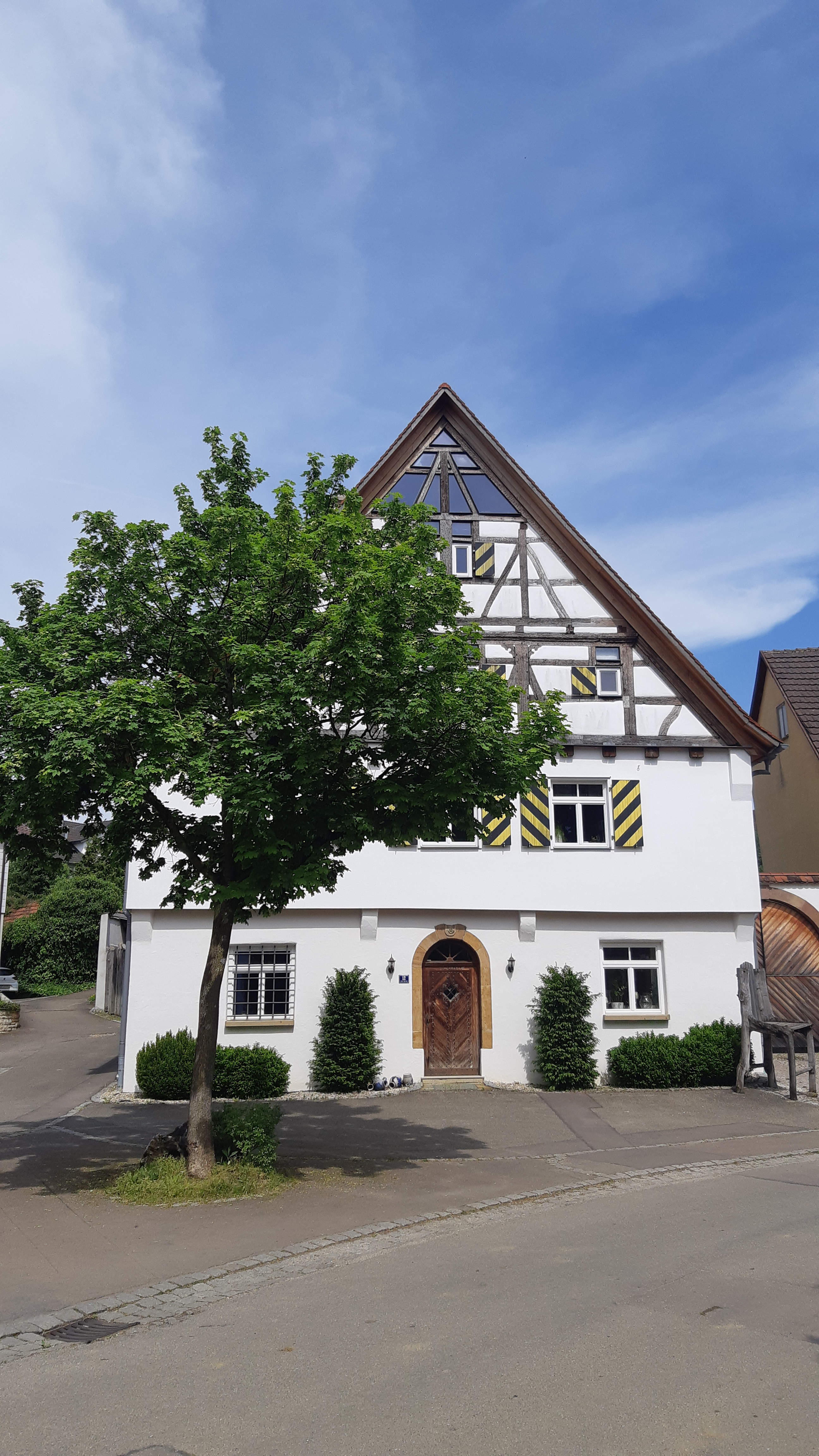
旧郵便局
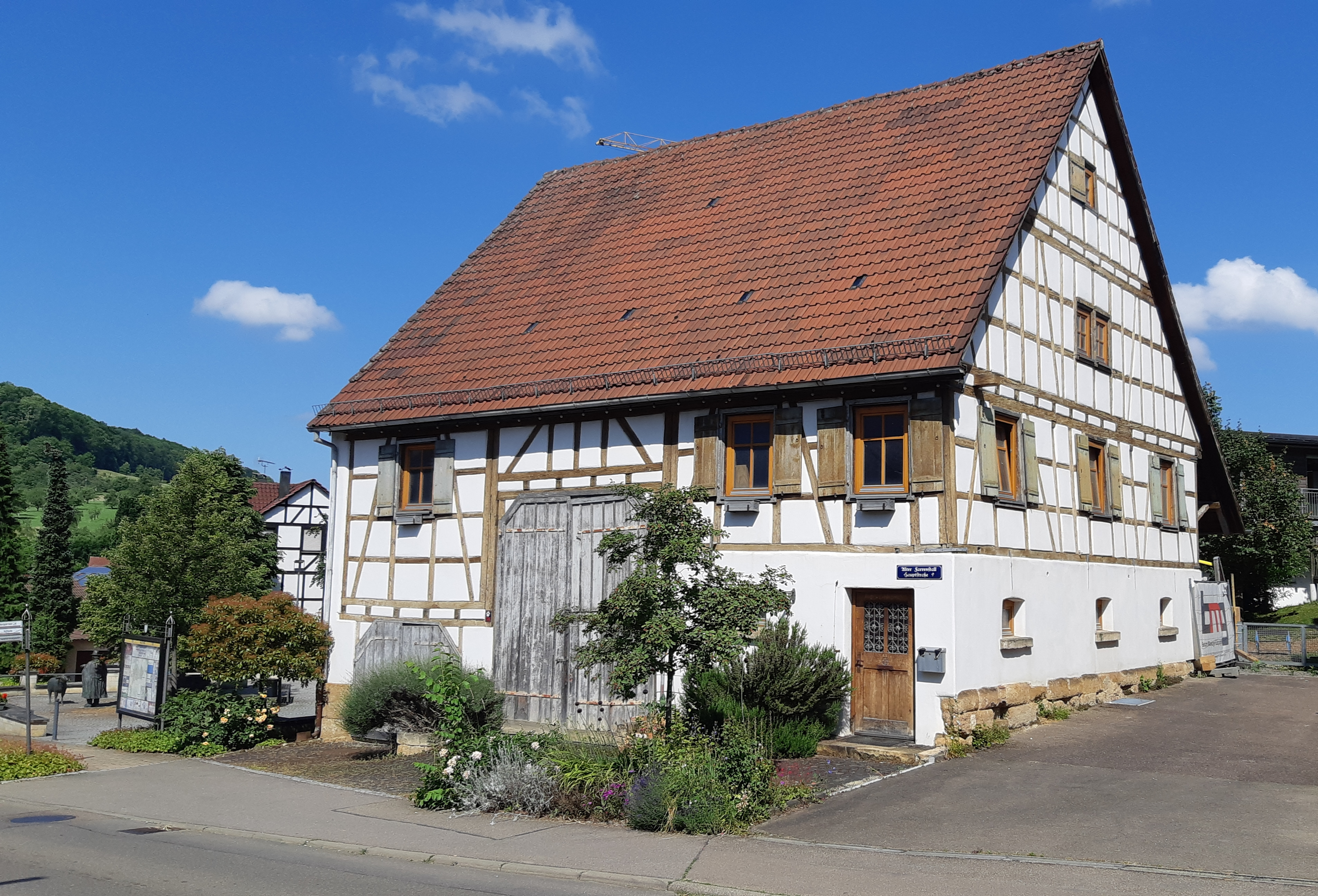
ファレンシュタル
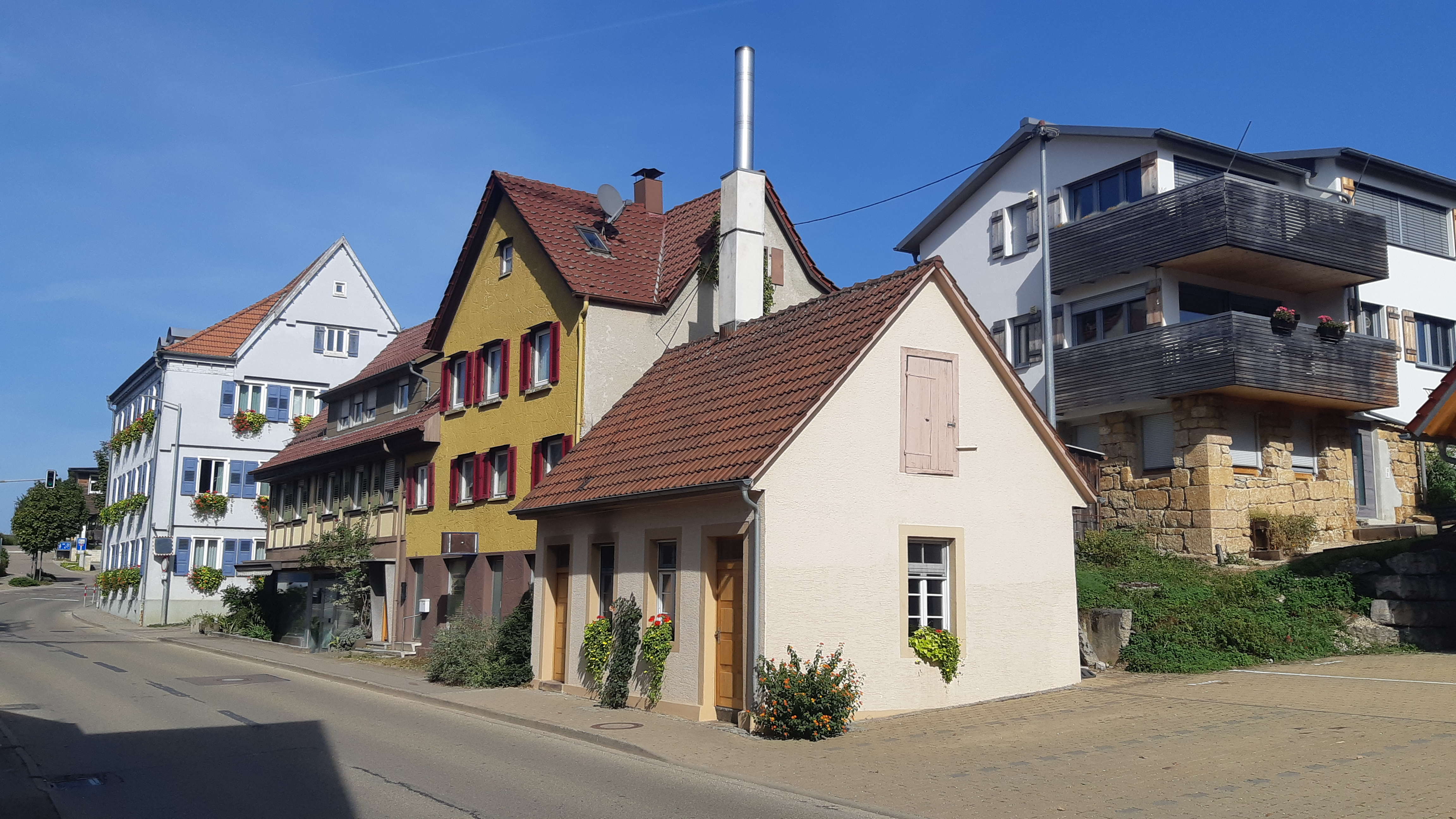
パン焼き小屋
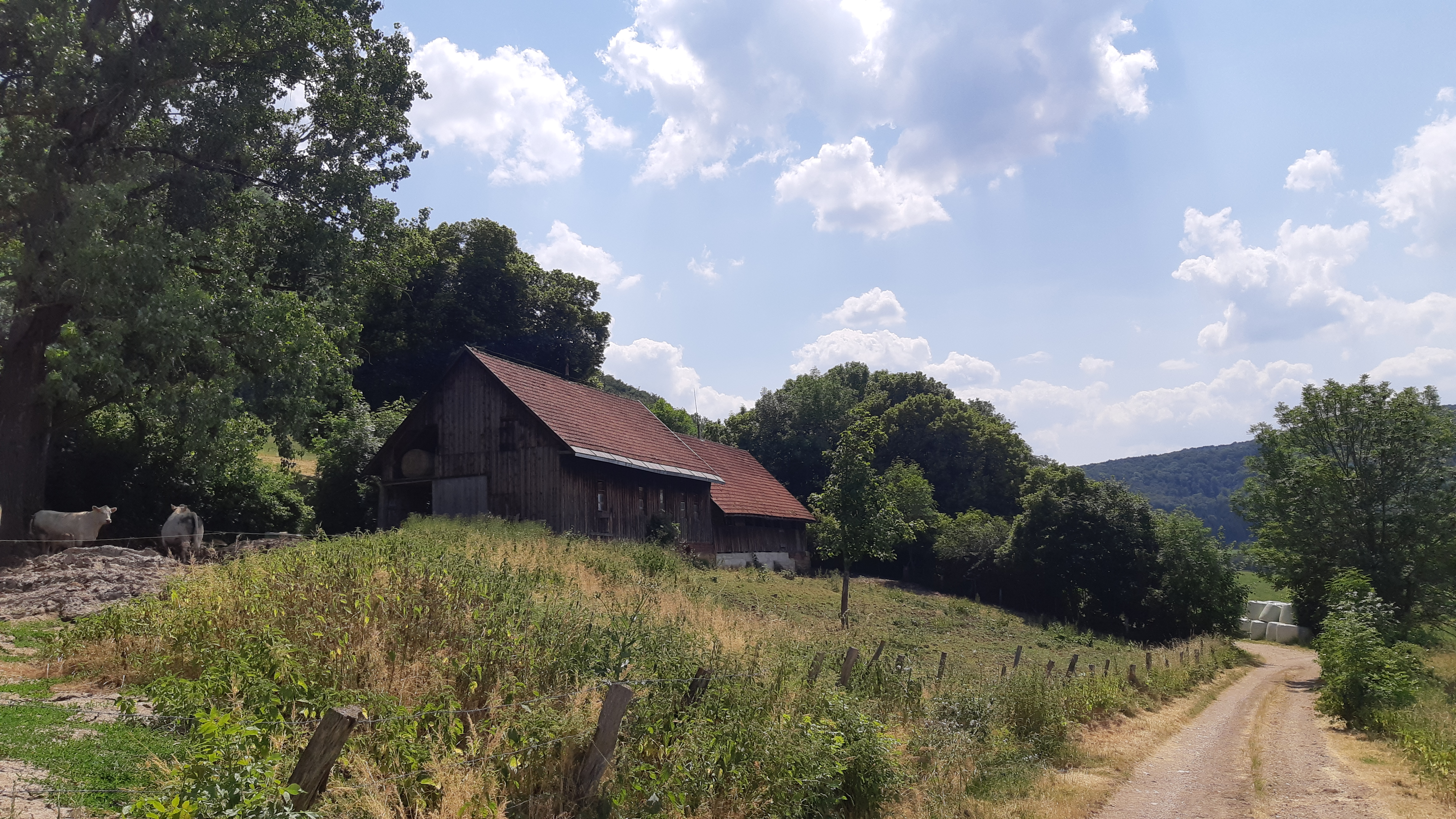
ハルデンベルクの家畜舎

### 文化財
シュラートの町域には、3件の文化財がある。
- シュラートの北の森にある墳墓群
- ツィレンハルト城跡
- 福音主義教区教会

## 関連図書
- Rudolf Moser, ed (1844). “Gemeinde Schlath”. Beschreibung des Oberamts Göppingen. Die Württembergischen Oberamtsbeschreibungen 1824–1886. Band 20. Stuttgart / Tübingen: Cotta’sche Verlagsbuchhandlung. pp. 283–288
- Max Miller, Gerhard Taddey, ed (1980). Handbuch der historischen Stätten Deutschlands. Band 6: Baden-Württemberg. Kröners Taschenausgabe. Band 276 (2., verbesserte und erweiterte Auflage ed.). Stuttgart: Kröner. p. 704. ISBN 978-3-520-27602-5
- Otto Schurr (1970). Geschichte von Schlat. Schlat